# Rudolf Wilczek
Rudolf Wilczek (* 1. November 1903 in Cierpisz (heute zu Sędziszów Małopolski); † 19. Mai 1984 in Belgien) war ein belgischer Botaniker polnischer Abstammung. Sein botanisches Autorenkürzel lautet „R.Wilczek“. Seine Spezialgebiete waren Moose sowie die Flora Zentralafrikas.
1924 nahm er sein Studium an der Universität Jana Kazimierza (heute Iwan-Franko-Universität) in Lwów auf und spezialisierte sich ab 1925 auf die Systematik der Moose. Seit 1926 war er als Assistent tätig am Institut für Systematik und Pflanzenmorphologie und ab 1927 am Institut für Pflanzenzucht und -schutz an der zur Universität Lwów gehörenden Landwirtschaftlichen Akademie in Dubljany. Im August 1927 unternahm er mit seinem Lehrer Stanisław Kulczyński eine Studienreise zu Moosen in die Östlichen Karpaten, 1931 erwarb er seinen Doktorgrad.
Von 1927 bis 1939 unternahm er mit Marian Koczwara Untersuchungen zur Pflanzensoziologie von Moosen in den Steppen Podoliens und entlang des Dnister, 1937 war er Teilnehmer an einer wissenschaftlichen Expedition nach Grönland, wo er während eines dreimonatigen Aufenthaltes die Phytosoziologie der dortigen Tundra erforschte. Die Aufzeichnungen zu diesen Expeditionen wurden jedoch im Zweiten Weltkrieg zerstört.
Als Unteroffizier der Reserve in der polnischen Armee geriet Wilczek mit deren Kapitulation in deutsche Kriegsgefangenschaft; bis zum 30. Juni 1945 war er Insasse im Kriegsgefangenenlager Murnau. Nach dem Krieg – zurück in Polen – wurde er durch ein Studienzentrum nach Brüssel an die dortige Universität geschickt, wo er sich vom 1. Juli 1945 bis zum 31. Januar 1947 als Reserveoffizier der polnischen Armee aufhielt; in dieser Zeit revidierte er die gesamten belgischen Herbarbestände der Gattung Dicranum.
Obwohl er im Januar 1947 zum Professor an der Universität Breslau ernannt werden sollte, entschloss er sich, nicht nach Polen zurückzukehren und in Belgien zu bleiben. Anfangs gab er nur Gärtnerkurse im Botanischen Garten, unerwartet ergab sich jedoch die Möglichkeit zur Mitarbeit an der Flore du Congo Belge et du Ruanda-Urundi. Für diese verfasste Wilczek von 1948 bis 1974 29 Bände zu den Familien unter anderem der Casuarinaceae, Lauraceae, Capparidaceae, Papilionaceae, Malpighiaceae, Linaceae, Oxalidaceae, Celastraceae und Balsaminaceae und beschrieb unter anderem 7 neue Gattungen und 205 neue Arten. Er war dabei größtenteils der Landwirtschaftlichen Akademie in Gembloux unterstellt. Dort war neben seiner floristischen Tätigkeit eine weitere Aufgabe die Optimierung von Pflanzen der Phaseoleae zugunsten von Lebensmittelzwecken anhand genetischer Prozesse.
1968 ging er in den Ruhestand und nahm seine bryologischen Arbeiten wieder auf; sein Schwerpunkt waren Bryaceae. Er starb 1984 in seinem Haus.

## Nachweise
1. 1 2 3 4 5  F. Demaret: Rudolf Wilczek (1903-1984). In: Bulletin du Jardin botanique national de Belgique / Bulletin van de National Plantentuin van België, Vol. 55, No. 1/2, 1985, S. 3–12.